# Samuele Tuia
Samuele Tuia est un joueur français de volley-ball né le 24 juillet 1986 à Mata-Utu (Wallis-et-Futuna). Il mesure 1,95 m et joue réceptionneur-attaquant. Il totalise plus de 100 sélections en équipe de France.

## Biographie
Alors qu'il évoluait en Turquie depuis 2014, Samuele Tuia s'engage le 28 juin 2018 pour deux ans avec le Berlin Recycling Volleys.

## Clubs successifs
| Club                               | De        | À         |
| ---------------------------------- | --------- | --------- |
| Rennes Volley 35                   | 2005-2006 | 2005-2006 |
| Rennes Volley 35                   | 2006-2007 | 2006-2007 |
| Rennes Volley 35                   | 2007-2008 | 2007-2008 |
| AS Cannes                          | 2008-2009 | 2008-2009 |
| AS Cannes                          | 2009-2010 | 2009-2010 |
| AZS Olsztyn                        | 2010-2011 | 2010-2011 |
| Kouzbass Kemerovo                  | 2011-2012 | 2011-2012 |
| Kouzbass Kemerovo                  | 2012-2013 | 2012-2013 |
| Skra Bełchatów                     | 2013-2014 | 2013-2014 |
| Galatasaray                        | 2014-2015 | 2014-2015 |
| Beşiktaş JK                        | 2015-2016 | 2015-2016 |
| Galatasaray SK                     | 2016-2017 | 2016-2017 |
| Istanbul BB                        | 2017-2018 | 2017-2018 |
| Berlin RV                          | 2018-2019 | 2018-2019 |
| Berlin RV                          | 2019-2020 | 2019-2020 |
| Berlin RV                          | 2020-2021 | 2020-2021 |
| Berlin RV                          | 2021-2021 | 2022-2022 |
| Al Hilal                           | 2022-2023 | 2022-2023 |
| Club sportif sfaxien (volley-ball) | 2023-2024 | 2023-2024 |
| Nice Volley-Ball                   | 2023-2024 | 2023-2024 |

## Palmarès
- Jeux du Pacifique
  - Vainqueur : 2007

- Championnat d'Europe
  - Finaliste : 2009

- Championnat de France
  - Finaliste : 2010

- Coupe de Russie
  - Finaliste : 2011

- Championnat de Pologne
  - Vainqueur : 2014

- Jeux du Pacifique
  - Vainqueur : 2015

- Championnat d’Allemagne
  - Vainqueur : 2019

- Championnat d’Allemagne
  - Vainqueur : 2021

- Championnat d’Allemagne
  - Vainqueur : 2022